# Râul Frumoasa, Bahlui
Râul Frumoasa este un curs de apă, afluent al râului Valea Locei. 